# 鎌倉丼

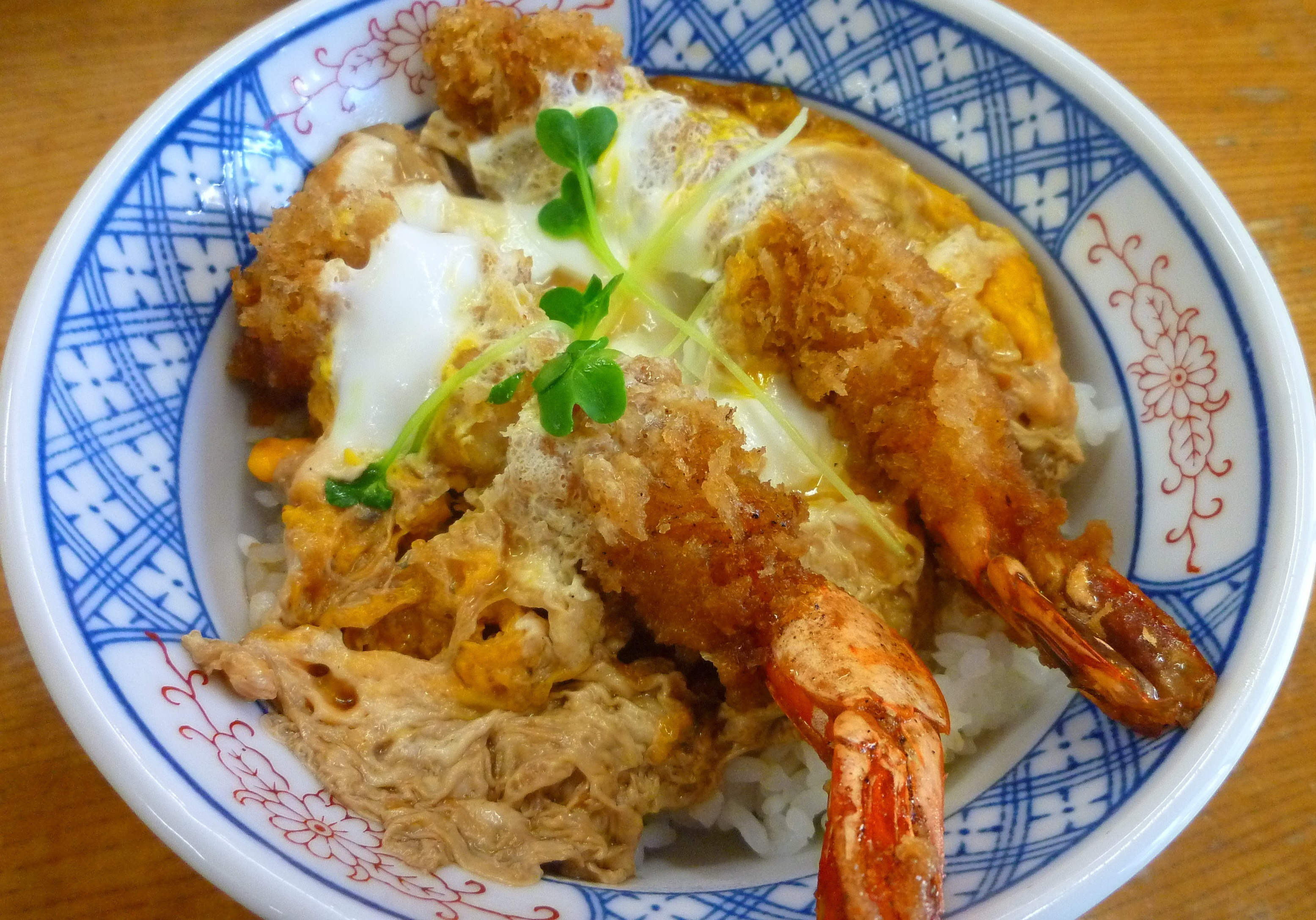
鎌倉丼の写真

鎌倉丼（かまくらどん）とは、神奈川県鎌倉市の一部地域の飲食店などで供される丼物。

## 概要
鎌倉丼とは、神奈川県鎌倉市の一部地域の飲食店などで供される、海老を出汁で炊いたものやエビの天ぷら、もしくは海老フライなどを卵で綴じて丼飯の上に載せた、いわゆる丼物の料理である。鶏肉と鶏卵で作る親子丼の鶏肉をエビに変えたもの、もしくはトンカツを卵で綴じて丼飯に載せたカツ丼のカツをエビの天ぷらやエビフライに変えたもの、すなわち何らかの下調理を施したエビを用いた「エビの卵綴じ丼」を想像すれば、概ね外れではない。なお、地方によってはエビフライを玉子で綴じたものは「えびカツ丼」と呼ばれることもある。
鎌倉大仏や長谷観音で有名な長谷の近辺の定食屋や蕎麦屋等で、凡そ1000円前後で食べることができる。
はまれぽ.comの調査によれば昭和40年にはすでに鎌倉丼を称する料理は提供されているが、それぞれの飲食店において独自のものとして生まれたものであり、前述の観光客向けに新しく作られたメニューの元になったものである。
鎌倉周辺の海では現在も伊勢海老が獲れるが、漁獲量の大幅な減少を受けて価格が高騰したため、地元産のイセエビを用いた鎌倉丼を供する店はごく限られており、季節限定の上要予約とされる。
隣接する江ノ島地域では、鎌倉丼のエビの代わりに出汁で炊いたサザエの身を用いた江ノ島丼が供されており、隣接した地域に「海産物の卵綴じ丼」が存在する点で共通している。

## 由来
鎌倉丼の名は、古くは地元や関東南部においてイセエビを「鎌倉海老」と呼び慣わしていたことに由来するとされる。ただし、鎌倉丼自体は観光客向けに作られた新しい料理である点に注意を要し、後年に創作された名物料理に過ぎないという実態が、前述した「エビの卵綴じ丼」の枠内で形態や調理法にブレが存在する理由の一つともなっている。